# Alan Hollick Ramsay
Sir Alan Hollick Ramsay, avstralski učitelj in general, * 12. marec 1895, Windsor, Melbourne, † 19. september 1973, Armadale, Melbourne.
Leta 1912 je postal učitelj, nato pa se je leta 1915 prostovoljno pridružil Avstralski imperialni sili, v kateri je služil do leta 1919. 
Kljub temu pa je ostal v sestavi avstralske milice in dosegel čin polkovnika. Ob pričetku druge svetovne vojne se je vrnil v aktivno vojaško službo in že nasledneje leto postal brigadir. Udeležil se je bojev v Severni Afriki. Po vojni se je leta 1946 demobiliziral in se vrnil v šolstvo.